# Georgskapelle Groß Liedern

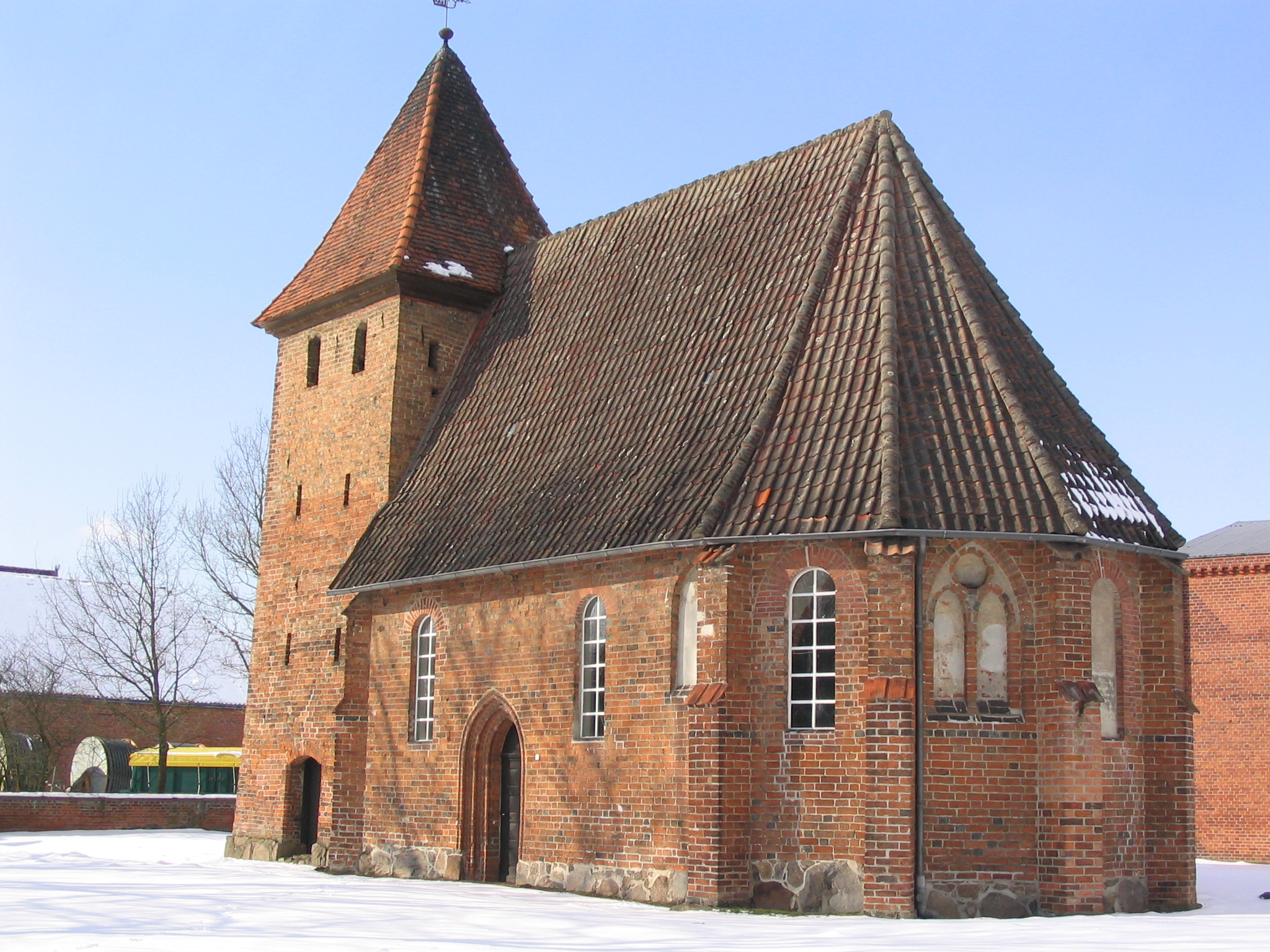
Außenansicht der Kapelle von Südosten

Die St.-Georgs-Kapelle befindet sich im alten Ortskern des ehemaligen Bauerndorfes Groß Liedern bei Uelzen (urkundliche Ersterwähnung 1006 in einer Urkunde des Klosters Oldenstadt). Die gotische Kapelle stammt aus der zweiten Hälfte des 14. Jahrhunderts und ist typisches Beispiel für die spätmittelalterliche, dörfliche Sakralarchitektur, von der sich im Landkreis Uelzen zahlreiche Beispiele erhalten haben (enge typologische Nähe zu den Kirchenbauten in Hanstedt I, Riestedt, Römstedt, Oetzen, Veerßen). Die Benennung der Kapelle nach St. Georg ist offensichtlich erst im 20. Jahrhundert aufgekommen und geht auf die Hauptfigur des spätgotischen Schnitzaltars zurück, der das bedeutendste Ausstattungsstück der Kapelle darstellt. Die Kapelle gilt als Paradebeispiel für die kleinen mittelalterlichen „Dorfkirchen im Gebiet um Uelzen“, die architekturgeschichtlich ins weitere Umfeld der Kirchenbauten um die Lüneburger St.-Johanniskirche gehören.

## Gebäude
Die Kapelle ist ein einschiffiger gotischer Backsteinbau mit 5/10-Chorschluss. Das Kapellenschiff weist eine Flachdecke auf, der Chorraum ist gewölbt. Bemerkenswert sind die Tonkonsolen, mit denen die Gewölberippen nach unten abschließen: Sie zeigen Menschenköpfe und lassen das Vorbild der Uelzener Apostelkapelle an St. Marien (Uelzen) erkennen. Auch das Südportal mit profilierter Laibung erinnert an die Apostelkapelle und ist ein weiteres Argument für die recht präzise Datierung „nach der Mitte“ des 14. Jahrhunderts (Michler). Die Kapelle hatte ursprünglich spitzbogige Fenster mit einfachem Maßwerk; diese Fenster wurden im 19. Jahrhundert großenteils zu Rundbogenfenstern erweitert. Das Gebäude ist außen und innen von großer Schlichtheit: Außen besteht die einzige Ornamentik in einem umlaufenden Band glasierter Ziegel (unterhalb der Chorraumfenster). Im Innenraum erinnern zwölf Weihekreuze an den Pfeilern an die zwölf Apostel, die nach christlicher Vorstellung die Kirche in der Welt tragen. Außerdem konnten an den Chorraumwänden Spuren von Rankenfriesen ermittelt werden, die vorsichtig rekonstruiert wurden; diese Ranken lassen sich als Zeichen für das Leben deuten.

## Turm

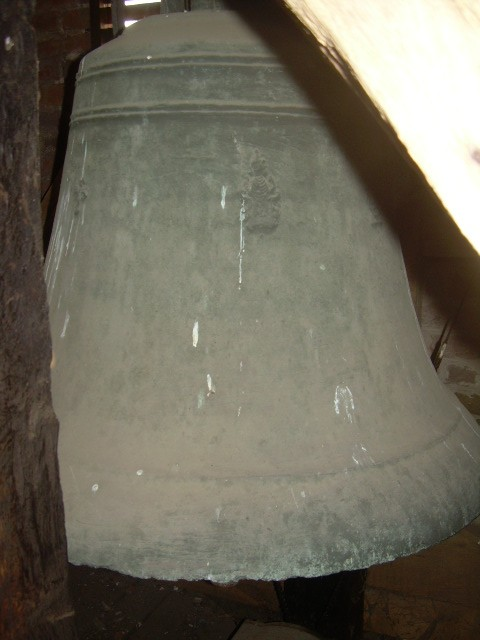
Gotische Glocke im historischen Glockenturm

Der Backsteinturm, der sich westlich an die Kapelle anschließt, ist ein späterer Anbau und wird in seiner heutigen Gestalt in die Mitte des 16. Jahrhunderts bzw. in das 17. Jahrhundert datiert. Das Turmmauerwerk umschließt einen Holz-Glockenstuhl aus der Zeit um 1500, der ursprünglich mit Brettern verschalt war (Schwesig). Als einer der ältesten erhaltenen Holzglockenstühle Niedersachsens ist er von überregionaler Bedeutung. Ursprünglich für drei Glocken gedacht, beherbergt er heute eine mittelalterliche Glocke (Schlagton h1, 394 kg, Durchmesser 87 cm), die bereits eine Übergangsform zur gotischen Rippe erkennen lässt und mit insgesamt acht Pilgerzeichen versehen ist (unter anderem mit Darstellungen Mariens sowie eines Märtyrer-Bischofs). Die inschriftlose Glocke wird vermutungsweise in das 13. Jahrhundert datiert und stellt damit eventuell „die älteste auf uns gekommene Glocke“ im Landkreis Uelzen dar (Strasser).

## Ausstattung

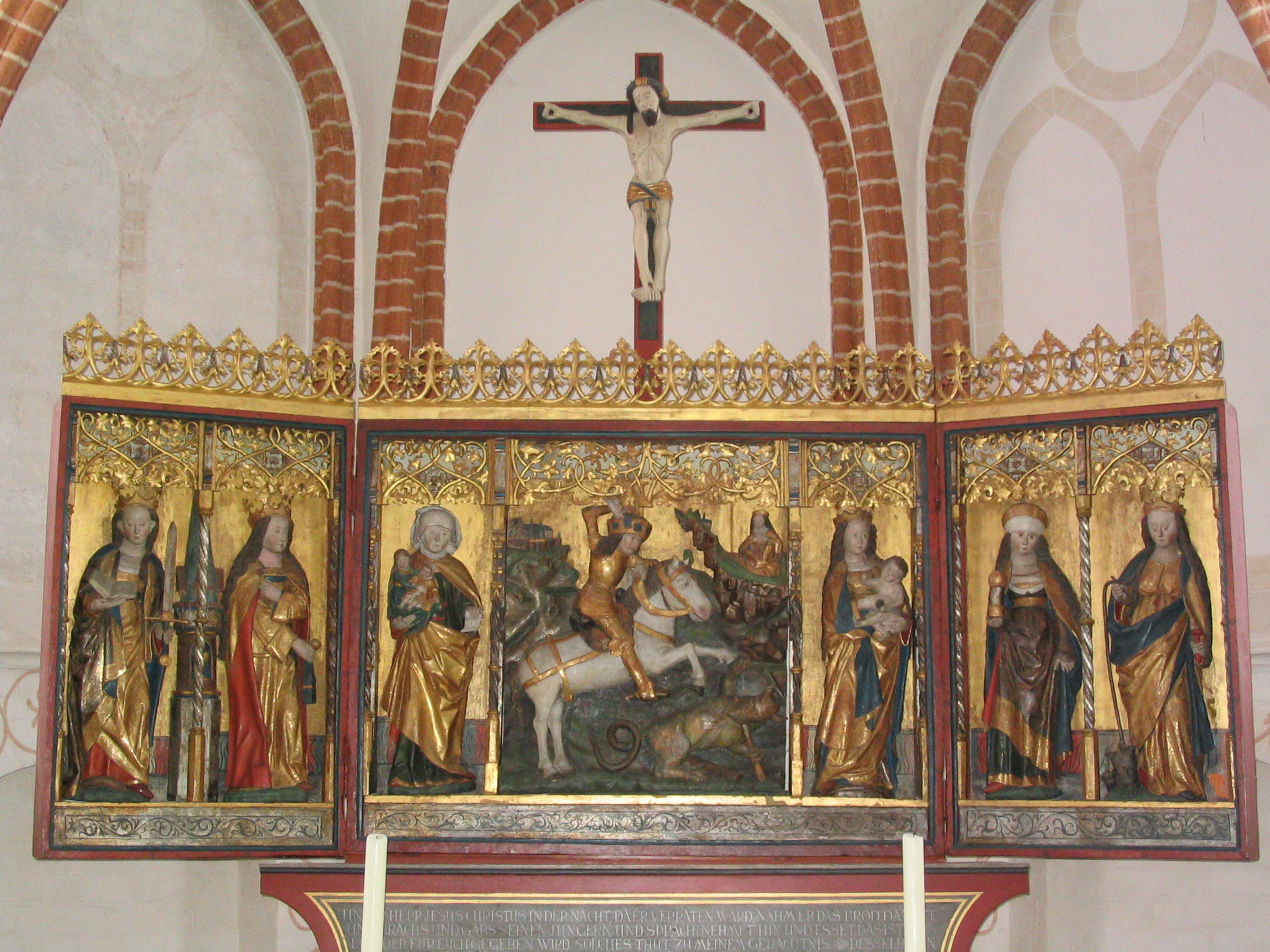
Spätgotischer Georgsaltar (um 1520)

Der bedeutende spätgotische Flügelaltar wird in die Zeit um 1520 datiert. In geöffnetem Zustand zeigt er im mittleren Feld St. Georg beim Drachenkampf, auf der linken Seite flankiert von Anna selbdritt und auf der rechten Seite von der Gottesmutter Maria mit dem Christuskind. Auch die beiden Altarflügel zeigen Frauengestalten aus der Bibel oder aus dem Heiligenkalender (v. l. n. r.): Katharina von Alexandrien, Barbara von Nikomedien (linker Altarflügel), Maria Magdalena, Margareta von Antiochia (rechter Altarflügel). Damit zeigt das Altarprogramm eine Kombination von Personen aus dem (biblischen oder legendarischen) Umfeld Jesu (Maria, Anna, Maria Magdalena) mit vier Vertretern aus der Gruppe der Vierzehn Heiligen, wobei drei davon als virgines capitales („Haupt-Jungfrauen“) für die mittelalterliche Frömmigkeit von besonderer Bedeutung waren. Auf die mittelalterliche Heiligenverehrung weisen die Inschriften in den Mantelsäumen hin, die den Heiligennamen mit der auch in der Litanei gebräuchlichen Anrufungsformel „ora pro nobis“ kombinieren. Die Rückseite der Altarflügel zeigt qualitätvolle Tafelmalereien (Kreuztragung, Kreuzigung), die in die Entstehungszeit der Altarschnitzerei datiert werden und heute nur noch fragmentarisch vorhanden sind. Über dem Altar hängt heute ein spätgotisches Kruzifix (Dreinageltypus, 15. oder frühes 16. Jahrhundert), und auf der Hinterwand des Altarschreins sind in rustikaler Grisaillemalerei drei Männer (Heilige?) zu sehen (Mitte 16. Jahrhundert).

## Nutzung / Besichtigungsmöglichkeit
Die St.-Georgs-Kapelle ist der Gottesdienstraum der ev.-luth. Kapellengemeinde Groß Liedern, die seit 1791 zur ev.-luth. Kirchengemeinde Oldenstadt im Kirchenkreis Uelzen der Evangelisch-lutherischen Landeskirche Hannovers gehört (vorher zur Kirchengemeinde Rätzlingen). Die Kapelle wird zu den Feiertagen und im Frühjahr und Herbst gelegentlich zum Gottesdienst genutzt (sonntags um 9.00 Uhr). Außerhalb der Gottesdienstzeit kann die Kapelle zum Tag des Offenen Denkmals sowie nach vorheriger Terminvereinbarung besichtigt werden.